# Aeon
För albumet av Zyklon, se Aeon (album).
 Aeon  är ett svenskt technical death metal-band bildat i Östersund 1999. Bandets låtar är baserade på ateism, speciellt antikristendom.

## Medlemmar
Nuvarande medlemmar
- Tommy Dahlström – sång (1999– )
- Zeb Nilsson – gitarr, bakgrundssång (1999– )
- Tony Östman – basgitarr (2013– )
- Daniel Dlimi – rytmgitarr (2001–2013), (2019– )
- Timo Häkkinen – trummor (2019– )

Tidigare medlemmar
- Johan Hjelm – basgitarr (1999–2005)
- Arttu Malkki – trummor (1999–2002, 2010–2013)
- Morgan Nordbakk – gitarr (1999–2001)
- Nils Fjellström – trummor (2002–2010)
- Max Carlberg – basgitarr (2005–2009)
- Victor Brandt – basgitarr (2009)
- Marcus Edvardsson – basgitarr (2010–2013)
- Emil Wiksten – trummor (2013–2016)
- Ronnie Björnström – gitarr (2014–2015)

## Diskografi
Demo
- Demo #1 (1999)

Studioalbum
- God ends here (2021)
- Bleeding the False (2005)
- Rise to Dominate (2007)
- Path of Fire (2010)
- Aeons Black (2012)

EP
- Dark Order (2001)